# 趙任
趙任（？—？），字仁甫，號祖洲，山東萊州府膠州人，軍籍，明朝政治人物。

## 生平
萬曆十年（1582年）壬午科山東鄉試第四名，萬曆十一年（1583年）癸未科會試第二百九十三名，登三甲第二百二十六名進士。礼部觀政，十二年授知县，降县丞，十六年升仪封知县，十八年升大理寺评事，十九年养病，二十年听降。

## 家族
曾祖趙從龍，曾任府同知進階朝列大夫；祖父趙白璧；父趙懷慎。母宋氏。重庆下。